# لدیان مموشای
لدیان مموشای (آلبانیایی: Ledian Memushaj؛ زادهٔ ۷ دسامبر ۱۹۸۶) بازیکن سابق و مربی فوتبال اهل آلبانی است.
از باشگاه‌هایی که در آن بازی کرده‌است می‌توان به باشگاه فوتبال دلفینو پسکارا، باشگاه فوتبال لچه، باشگاه فوتبال بنونتو، باشگاه فوتبال کیه‌وو ورونا، و باشگاه فوتبال کارپی اشاره کرد.
وی همچنین در تیم ملی فوتبال آلبانی بازی کرده‌است.